# Beroun-Závodí
Beroun-Závodí – stacja kolejowa w Beroun, w kraju środkowoczeskim, w Czechach. Jest ważnym regionalnym węzłem kolejowym. Znajduje się na wysokości 230 m n.p.m.
Jest zarządzana przez Správę železnic. Na stacji istnieje możliwość zakupu biletu i rezerwacji miejsc.

## Linie kolejowe
- 173 Praha-Smíchov – Beroun
- 174 Beroun – Rakovník